# ليان ويلسون
ليان ويلسون (بالإنجليزية: Leanne Wilson)‏ هي ممثلة بريطانية، ولدت في 27 ديسمبر 1980 في هيتشن في المملكة المتحدة.

## وصلات خارجية
- ليان ويلسون على موقع IMDb (الإنجليزية)
- ليان ويلسون على موقع قاعدة بيانات الفيلم (الإنجليزية)